# Сухий Потік
Сухи́й Поті́к — село в Україні, в Стрийському районі Львівської області. Орган місцевого самоврядування — Козівська сільська рада.

## Географія
Село розташоване приблизно за 63 км від Стрия, 31 км від Сколе, 29 км від Турки (відстані прокладені існуючими транспортними шляхами є дещо довшими за географічні відстані між населеними пунктами на мапі). Лежить на висоті 796 м над рівнем моря, над притокою річки Завадка, що впадає в річку Стрий (басейн Дністра). Розташоване на пологому гірському масиві карпатського Бескиду, де вершини сягають до 1141 метра над рівнем моря.

## Історія

### Перша згадка та Річ Посполита
Згадка про село вперше трапляється в історичних джералах у 1591 році.
За даними люстрації (висвітлення, опису, перепису) 1689 року Сухий Потік (інша народна назва Суха) був селом в складі Самбірської королівської економії, Ільницької країни. В той час в селі Сухий Потік було 5 ланів: з них 2 війтівських і 1 попівський, а на двома іншими користувалися піддані на тимчасовій волі. У 1760 р. теж було 5 ланів: з них 2 під посівами, 2 під сінокосами та 1 без використання. Підданих було 16 поселень.

### Під правлінням Відня
Видимими залишками панування цієї імперії на наших теренах залишилися нащадки німецьких поселенців та досить добре збережені лінії оборони (окопи) від часу Першої світової війни, розпочатої в 1914 році.
У 1790 році королівське село було включене в склад столових (камеральних) австрійських маєтків.
В часі знесення (скасування) панщини на 304 моргах в селі було 19 селянських грунтових поселень: з них 6 по 20-28 моргів, 10 по 10-19 моргів, які робили 70 піших і 250 тяглих днів і давали 10 кірців вівса, 13 штук курей 1 240 яєць та платили чинші, за що викуп панщини був 900 флоренів (дані з Львівського історичного архіву: ф.168, спр.3044). З усієї площі села (775 га) 211 га належало камері, яка 1868 року продала їх німцеві, баронові Лібігу Йоганові. 
Ось деякі загальні статистичні дані: 1869р. – 32 двори і 179 осіб населення; 1900р. – 34 двори і 194 особи населення (185 українців і 9 євреїв); 1905р. – з усіх приналежних до села 453 га землі 112 га було у власності пана Лібіга; 1931р. – 34 двори, 206 осіб; 1934р. – з усіх 453 гектарів вже 268 га були пана Лібіга, 28 га церковних (попівських), 20 га громадських (війтівських) і 137 га селянських (в середньому понад 4 гектари на кожний двір).
Сільська школа розміщувалася у більших оселях (хатах) окремих господарів. Торгові точки (крамнички) утримували євреї, а пізніше (з приходом радянської влади) перші державні (кооперативні) магазини також були у приватних приміщення, аж до зведення громадою дерев’яної сільської крамниці. 

### Друга світова війна
Коли у вересні 1939 року внаслідок перекраювання кордонів за погодженням між Гітлером та Сталіним, так звані визволителі (брати зі сходу) були неоднозначно сприйняті. Першими совітами назвали цей період після того, як ті ж «совіти» (радянська влада) вже вдруге повернулися після німецької окупації, внаслідок відкочування фронту на захід, а відтак і встановлення остаточно радянської влади у 1944 році. За трохи більший ніж півторарічний період  росіяни (московити), або ж «перші совіти», не встигли суттєво повпливати на життя такого віддаленого закутка як Суха (Сухий Потік). Але навіть в цьому маленькому селі були переконані москвофіли, які постали ще після Першої світової війни. Найбільшого впливу набули ті, хто побував в тодішній Росії. Серед таких виявився Ярема Іван Онуфрійович – перший радянський сільський голова.
Почути від місцевих старожилів про негідну поведінку німецьких окупантів можна було значно рідше ніж про окупантів московських. Найчастіше період «з-за німців» обговорювали в контексті тих заготівельних зобов’язань, які накладалися на людей, а не про певні злочини окупантів проти місцевого населення, як це часто відображалося в історичних нарисах радянської пропаганди. А ще важливою складовою була відправка молоді на роботи в Німеччину. Частина їхала добровільно з надією на краще життя, але більшість остерігалися невідомості і старалися уникати (відкуповувалися, переховувалися, мінялися з бажаючими) перспективи опинитись в ролі остарбайтера. З ненадто чисельного Сухого Потоку було близько 2-х десятків тих кого брали на роботу в Третій Рейх.
Радянська влада, яка прийшла на Західну Україну після війни, ще довго не могла стовідсотково закріпитися, оскільки люди ще не забули про усталене, тобто звичне, життя до осені 1939 року, а також понад трирічний німецький порядок. Та найбільшою перешкодою для «большевиків» був збройний спротив УПА та підпільна діяльність ОУН. І хоч жителі села Сухий Потік не всі були високосвідомими підтримувачами «української партизанки», більшість з них так чи інакше були втягнутими в ці процеси в різних ролях: одні безпосередньо були учасниками «партизанки»; інші підтримували матеріально; ще інші були скритими інформаторами, як в один так в інший бік; а ще інші звичайними жертвами всіх сторін цього протистояння. В ті буремні часи на околицях села були загиблі з числа повстанців, а також є поховання на місцевому цвинтарі сотенного «Ханенка» (Богдан Римик родом з Івано-Франківщини) та ще 2 стрільців.

### Радянська влада та Україна
Радянська влада стартувала в Карпатах, як і на інших теренах Західної України, з такими намірами та діями, які в більшості сприймалися населенням, як загарбницькі та насильницькі. Було відчуття, що влада прийшла відібрати майже все що люди мали (землю, худобу, тяглову силу і так далі), а натомість нічого не дала, лише красиву обіцянку про рівність та заможне життя в колгоспах. І лише значно пізніше коли появилися такі поняття як пенсійне забезпечення (нехай і мізерних розмірів, але живими грошима) та інші речі, почала потрохи «скресати крига» упередженості до «проклятих маскалів», якими вважали майже всіх чужих, навіть якщо вони насправді були вихідцями з Великої України.
За радянської влади діяв сільський клуб, як культурно-просвітницький центр, який в 90-ті роки з відновленням незалежності України перейменували в сільський Народний дім «Просвіта». Таке перейменування, за рішенням тодішньої обласної ради, відбулося по всій Львівській області. Однак якщо в багатьох населених пунктах це мало певне історичне підґрунтя, оскільки там до 1939 року (приходу «перших совітів») діяли правдиві Народні Доми та хати-читальні, то невеличкий Сухий Потік не мав таких інституцій, а в інший спосіб задовільняв свої культурні потреби.

## Релігія
Центром релігійного життя та місцем задоволення духовних потреб мешканців села є місцева церква, що являє собою тризрубну триверху будівлю бойківського типу. Попередня дерев'яна церква була збудована в селі у першій половині XVIII ст. Іконостас для неї, частково збережений в існуючій церкві, малював Марко Домажирський-Шестакович в 1730-1731 рр. На місці старої у 1889 р. майстер Лука Снігур з Погара збудував існуючу сьогодні дерев'яну церкву св. арх. Михаїла, хоча храмовим празником на даний час є Різдво Богородиці (21 вересня). Протягом 1960-1989 рр. церква в селі була зачиненою, але віруючі жителі в часі Великодних свят крадькома самі відкривали храм і навіть виставляли Плащаницю та молилися без священика. До закриття, храм і громада в Сухому Потоці, разом з храмами в сусідніх селах Мита та Росохач, належав до єдиної парафії, яку обслуговував один священик. У 1684 р. парафія отримала привілей, належавши до Перемиської єпархії УГКЦ.
В часі коли місцева церква була зачиненою, найближчим діючим храмом була церква в селі Завадка (віддаленість близько 10 км.). Священик, який служив у Завадці, частково задовільняв духовні потреби жителів Сухого Потоку (сповідь, христини, шлюби, похорони, освячення пасхи, садовини тощо у відповідні релігійні свята). Довголітнім служителем у Завадці, з обслуговуванням прилеглих сіл, був отець Іван (Бальковський), який проживав у місті Сколе (народжений у с.Великі Дідушичі, що на Стрийщині).
До сумнозвісного псевдособору у Львові 1946 р. церковна громада у с.Сухий Потік належала до уніатської (греко-католицької) конфесії. Після відновлення (1989р.) Богослужень у місцевому храмі, на початках прислуговував о.Іван Бальковський, а відтак була створена парохія, де на два села (Сухий Потік та сусіднє село Мита) почав служити молодий священик Тарас Шуптар. Після його несподіваної смерті (похоронений у Миті), служив о.Мирон, а потім почергово служили отці на прізвище Цап (батько і син Микола), а відтак о. Володимир (служив 14 років), а потім о. Віктор. До створення ПЦУ громада належала до Української Автокефальної Православної Церкви, хоча у 1992 році Львівською обласною радою була зареєстрована і громада УГКЦ (свідоцтво № від 17 березня 1992р.), з правом на почергове Богослужіння. Одначе маленьке село (невелика кількість людей) по факту не стали ділитися на дві групи, а відвідували Богослужіння, які очолювали православні священики.
У селі на сьогоднішній день є діючий дерев’яний храм, який наприкінці XIX століття збудований на кільканадцять метрів нижче в рельєфі від місця знаходження старого храму, названого на честь Архистратига Михаїла. При типовій бойківській трьохбанній церкві окремо збудована дзвінниця з трьома церковними дзвонами. Ці споруди знаходяться на нижній частині протяжного південно-східного схилу сільських земель, який має назву «Церкв’янець». Подвір’я храму як такого нема. Поруч з церквою та дзвінницею є поховання різних періодів і разом з сучасним кладовищем це все становить цілісну церковно-цвинтарну територію.

## Господарство
На території села не було жодних виробництв чи підприємств, якщо не рахувати сільський водяний млин та ферм за часів існування колгоспу, а потім радгоспу «Завадківський» (бригада Росохацького відділення). В різні часи земельні ресурси мали різну площу та власників (держава, церква, приватна та комунальна власність, тобто громадська). В певні історичні періоди обчислення земельних та інших ресурсів велося спільно з іншими територіями (сусідніми селами тощо), що ускладнює спроби подати чіткі кількісні показники тих чи інших ресурсів.
Орна земля (ораниці), сінокоси та пасовища, а також заліснені території (ліси) складали основу багатства невибагливого, витривалого та працьовитого етносу бойків. Другою за значенням складовою капіталу була швидше за все худоба, включаючи і тяглову силу (коні, воли), а вже відтак будинки (хати) та господарські споруди (стайні, стодоли, зимівки). Відносно обмежена кількість земель, придатних для ведення господарки, спонукала до забудови вздовж гірських потоків, з незавжди зручними заїздами та в певній сусідській тісноті, використовуючи для цього навіть ті ділянки, які можна було б віднести до поняття неугіддя. Всі віддалені полонинські площі використовувалися як сінокоси або пасовища, оскільки близькі до села площі ощадно використовувалися для скупого вирощування збіжжя, коренеплодів, інших витривалих до карпатського клімату культур. В певні історичні періоди простий селянин був суттєво обмежений земельними ресурсами, оскільки кращі частини належали або великим магнатам (в основному не українцям) або державі, як було в радянський період. В часи фільварків, прості селяни змушені були розорювати навіть полонини, оскільки кращі низинні земельні ділянки були у власності великих магнатів або в іншій юрисдикції.
Виживання за рахунок особистого господарства без можливостей щось, окрім худоби та ще самої землі, продати і мати гроші на придбання найнеобхіднішого, спонукало до того, що кожна родина намагалася мати бодай якийсь нескладний реманент та приладдя для ведення господарства, з якого мали і харчуватися і одягатися і забезпечувати всі інші життєві потреби.
Сільський газда (господар) разом з усіма членами сім’ї, від найстаршої особи до найменшої, але вже відносно самостійної дитини, узгоджували свій трудовий день зі світловим днем відповідної пори року (працювали «від зорі до зорі»). В іншому випадку вижити було майже неможливо, особливо якщо було багато дітей. В різні історичні періоди в різний спосіб складалися трудові відносини. Працювати виключно на себе міг той, хто не мав такої повинності як панщина (до її скасування в 1848 році), що передбачало відпрацювання певних або днів або кількості виконаних сільгоспробіт як чоловіками так і жінками на полях панів, до власності яких причисляли і самих селян.
В радянські часи колективізації тривалий час практикувалася праця в колгоспі за, так звані, трудодні. За результатами року «трудодні» могли частково отоварюватися тим, що було в колгоспних коморах. А оскільки в зубожілих колективних господарствах нашого краю в коморах було не густо, то й отоварення трудоднів зовсім не відповідало тим зусиллям важкої фізичної праці в ускладнених гірських умовах. Свідки того історичного періоду часто з наріканням згадують і про колгоспні часи коли заборонялося мати у власному господарстві більше однієї корови та одного теляти. З цього приводу згадують такий випадок, що родина Меделянів тримала теля на поді (на стриху), приховуючи таким чином від тодішньої влади порушення існуючого припису про обмеження.

## Культурне життя села
Культурні запити громада задовільняла через підтримання давніх звичаїв та обрядів. В неділі та свята молодь села і мешканці середнього віку сходилися в одній з хат і влаштовували танці. Музиками були свої місцеві аматори. Декілька осіб грали на скрипці, самостійно виготовляли бубни, бас, інші прості традиційні інструменти. Молодші переймали навички у старших і таким чином забезпечувалася тяглість неформальних сільських музик. Як добрих сільських музик згадують братів Левіцьких (Николай – скрипка, Василь – бас, Митер – бубен ). Віртуозно на скрипці грав коваль Лацко, який разом з Настунею (походила з с.Кривка) мав сина Петра, а інший син Настуні, Іван Козибрід, теж був скрипалем. Щекун Николай (з «Матійчикових») та Ярема Савелій (Савка) були одними з останніх сільських скрипалів самоучок у Сухому Потоці. З молодшого покоління добре почувався як музикант з гармошкою або баяном Ярослав Мотрунич (тепер живе десь на Київщині), а його двоюрідному брату Онуфрію (Онісько) часто довіряли бубен.
Місця для танців обирали там де була в хаті або в сінях підлога і достатня площа, тому що приблизно до середини XX століття більшість помешкань мали долівки-мазанки (не дерев’яну, а глиняну підлогу). Часом танці могли влаштовувати в чиїйсь стодолі. До часу коли в селі громадським способом збудували клуб та школу під одним дахом, танці найчастіше проводили в хаті Митра (Дмитра) Щекуна, для чого перед тим громадою влаштували там з дощок підлогу. Слід зазначити що дошки різали переважно вручну (саморобний переносний тартак).

## Населення
Згідно з переписом УРСР 1989 року чисельність наявного населення села становила 120 осіб, з яких 58 чоловіків та 62 жінки.
За переписом населення України 2001 року в селі мешкала 91 особа.
Станом на 2022 рік в селі проживає близько 50 осіб. Близько 5-10 осіб, що зареєстровані в селі, більшу частину часу перебувають в родичів за межами України (Росія, Польща), також є ті, що майже постійно на заробітках.
За етнічним походженням та соціальним статусом у селі проживали українські селяни православної християнської віри. Невелика кількість еврейських сімей не мала суттєвого впливу на суспільне життя громади, лише відтінювала деякі його економічні аспекти, оскільки питання торгівлі, постачання найнеобхідніших товарів (сіль, нафта гас, свічки, інше) переважно були в руках евреїв. Ще згадується про те, що в певний час на території села проживали і німецькі сім’ї. Кількість населення в різний час становила від 70 до 200 осіб, а кількість помешкань (хат) майже не перевищувала число 40.

### Мова
Розподіл населення за рідною мовою за даними перепису 2001 року:
| Мова       | Відсоток |
| ---------- | -------- |
| українська | 98,97 %  |
| російська  | 1,03 %   |

## Пам'ятки
У селі є церква Різдва Пресвятої Богородиці ПЦУ. В давніх реєстрах значиться як храм архистратига Михаїла.

## Визначні особистості
Загинули:
- Богдан Римик «Ханенко» — командир сотні УПА «Хорти», куреня «Промінь».